# Quinoa

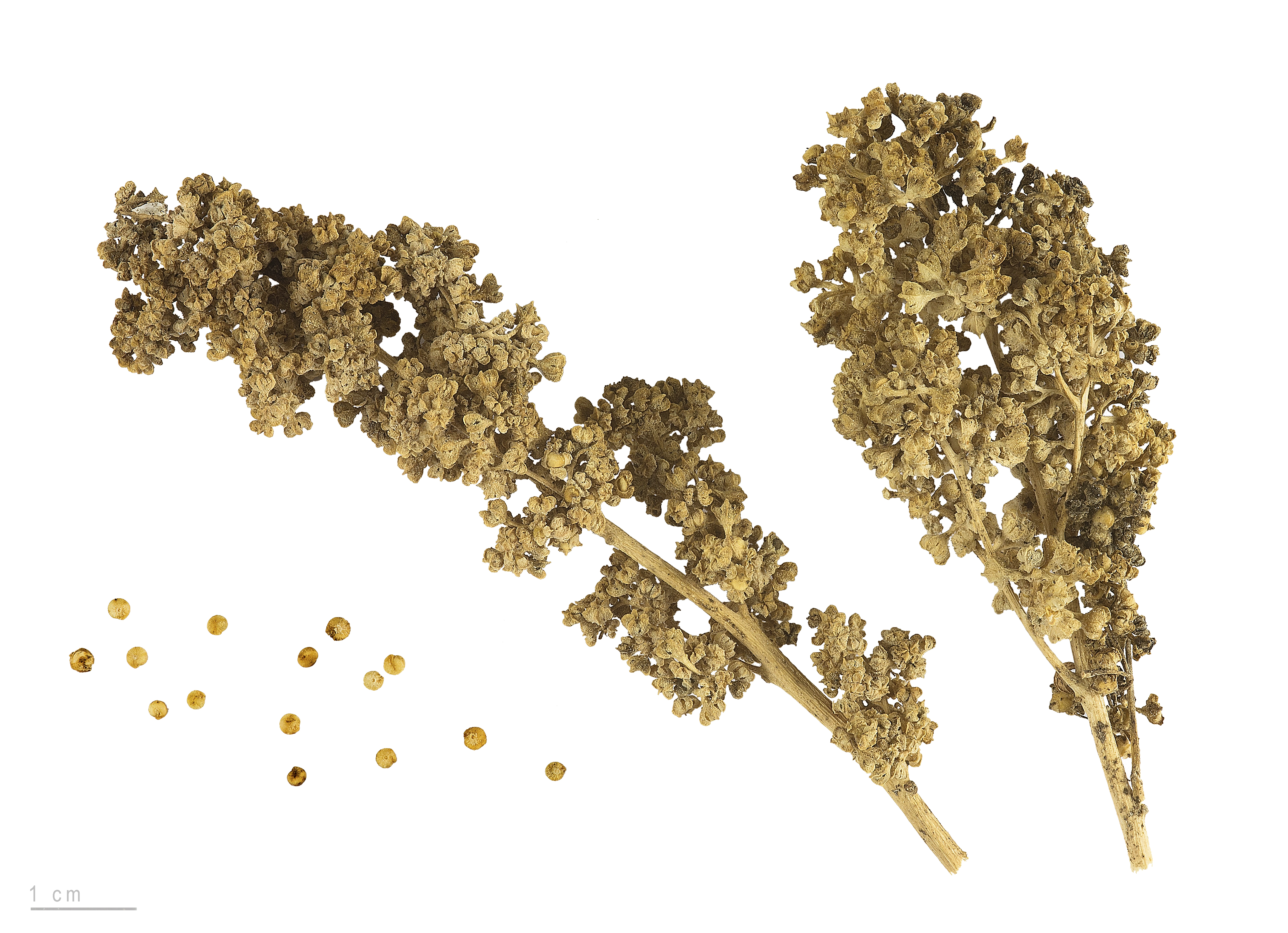
Chenopodium quinoa -red faro- - MHNT

Quinoa (Chenopodium quinoa) este o specie de plante din genul Chenopodium (în clasificarea Cronquist), cunoscută sub denumirea populară talpa gâștei. Este o pseudocereală mai degrabă decât o cereală veritabilă, (deoarece nu este o graminee), fiind cultivată pentru semințele sale comestibile.